# Wilaya de Médéa
La wilaya de Médéa (en arabe : ولاية المدية, en berbère : ⴰⴳⴻⵣⴷⵓ ⵏ ⵎⴷⴻⵢⴰ) est une wilaya algérienne située au nord du pays. Ayant pour chef-lieu la ville du même nom.
Elle est située entre les régions du Tell et des Hauts Plateaux sur un territoire appelé sous l'administration ottomane le Titteri.

## Géographie

### Localisation
La wilaya de Médéa est située dans le centre du pays au cœur de l'Atlas tellien dans la région  du titterie, elle consiste une zone de transit et un trait d'union entre le Tell et le Sahara, et entre les Hauts Plateaux de l'Est et ceux de l'Ouest. Elle est délimitée :
- au nord, par la wilaya de Blida ;
- à l'ouest, par les wilayas de Aïn Defla et Tissemsilt ;
- au sud, par la wilaya de Djelfa ;
- à l'est, par les wilayas de M'Sila et Bouira.

|                      | Blida           |                  |
| Aïn Defla            | wilaya de Médéa | Bouira           |
| Wilaya de Tissemsilt | Djelfa          | Wilaya de M'Sila |

### Relief

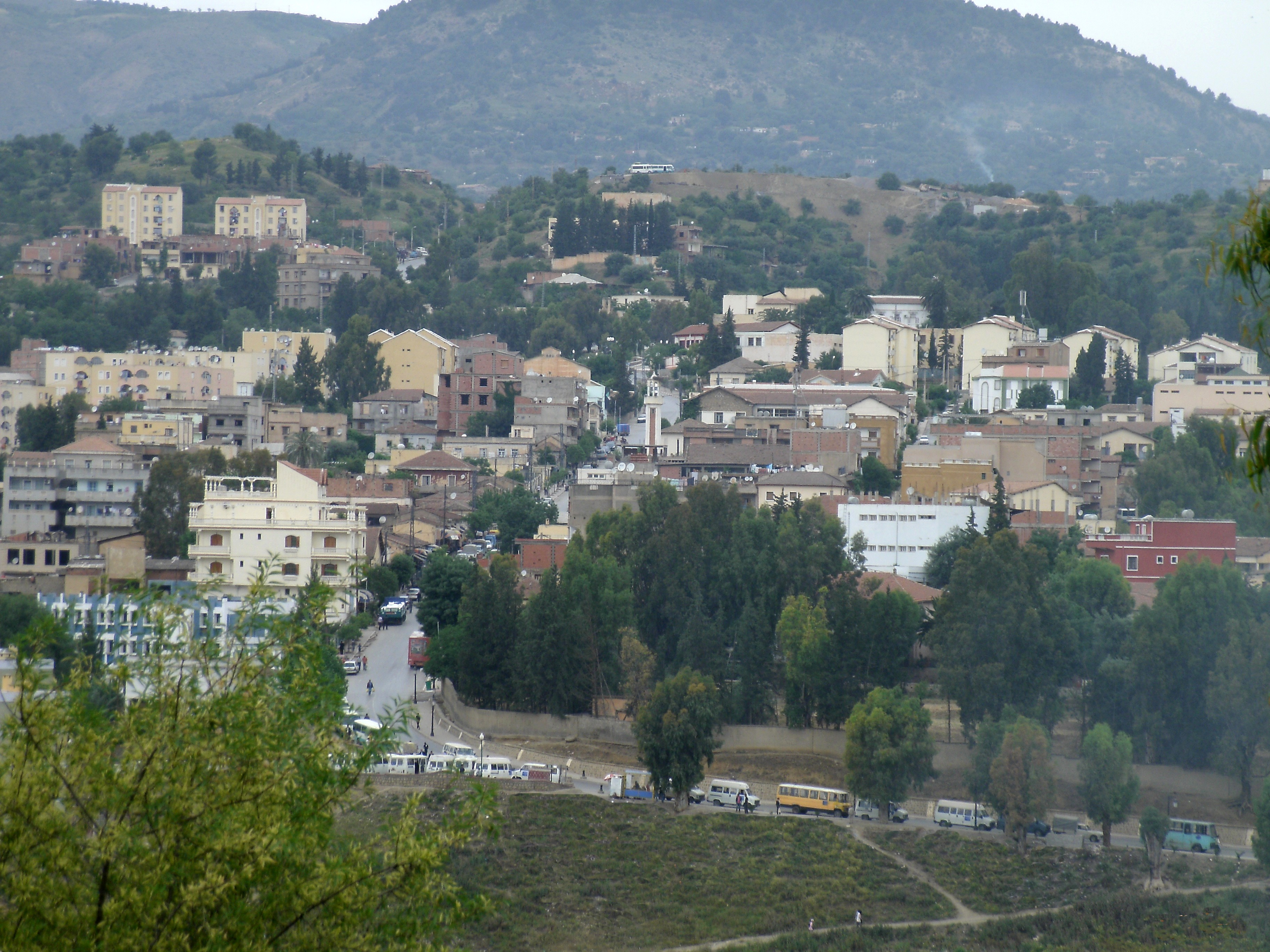
Tablat

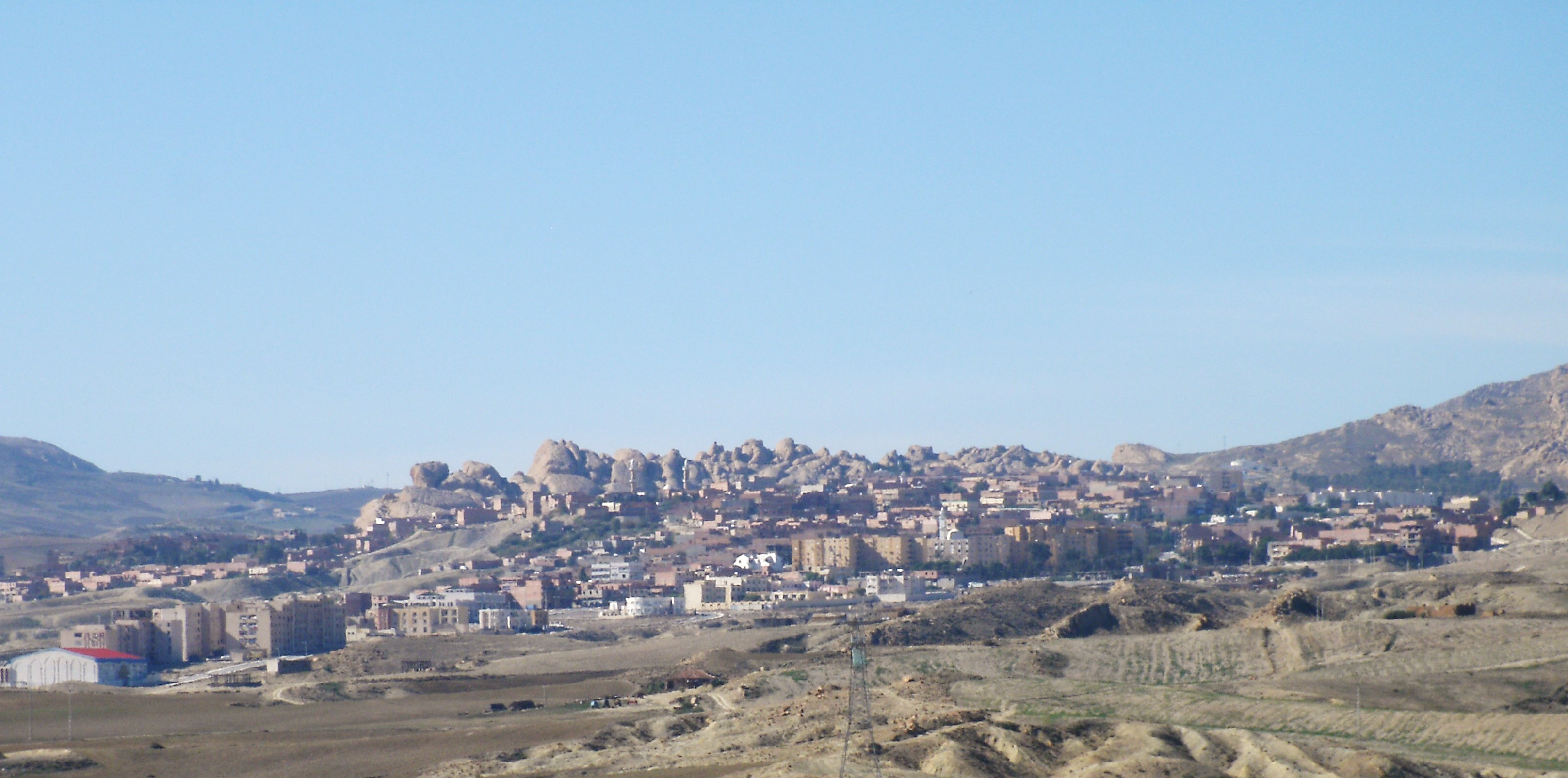
Chellalet El Adhaoura

La wilaya de Médéa est une wilaya montagneuse qui fait partie intégrante de la région du Tell est située dans l'Atlas tellien et se caractérise ainsi par une altitude élevée et un relief mouvementé enserrant quelques plaines de faible extension.  Au sud, elle s'étend aux confins des hautes plaines steppiques. La wilaya se caractérise par quatre principales zones géographiques :
- Le Tell montagneux : région forestière au relief marqué, au climat rude et peu peuplée, ceinturant la wilaya à l’Ouest et au Nord, depuis l’Ouarsenis jusqu’au massif de Tablat[a 2] ;
- Le Tell collinien : région de peuplement à vocation agricole, située dans le centre de la wilaya[a 2] ;
- Les plaines du Tell : situées à l’intérieur du Tell collinien, elles sont consacrées à la céréaliculture, toutefois la polyculture est récemment implémentée[a 2] ;
- Le piémont méridional du Tell : zone de transition vers les hautes plaines steppiques, il est caractérisé par une pluviométrie irrégulière[a 2].
- La Wilaya de Médéa compte 64 commune

46 communes  (le nord de la wilaya) font partie géographiquement du Tell et les 18 communes qui restent (le sud) font partie des Hauts Plateaux .

### Climat
Le climat de Médéa se distingue par des caractéristiques dues à sa position sur les monts de I'Atlas tellien et son altitude qui atteint 1 240 m ainsi qu'à son exposition aux vents et aux vagues de courants venant de I'Ouest.

## Démographie
Selon le recensement de 2008, la population de la wilaya de Médéa  est de 819 932 habitants contre 475 847 en 1977. Avec la wilaya de Tizi Ouzou, c'est la wilaya d'Algérie qui enregistre le plus faible taux d’accroissement annuel moyen sur la période 1998-2008 (0,2 % contre 1,6 %, la moyenne nationale).  7 communes dépassaient alors la barre des 25 000 habitants :
| 1977    | 1987    | 1998    | 2008    |
| ------- | ------- | ------- | ------- |
| 475 847 | 652 863 | 802 078 | 819 932 |

|  | Commune               | Population | Taux de croissance annuel 2008/1998 |
|  | --------------------- | ---------- | ----------------------------------- |
|  | Médéa                 | 138 355    | 1,2 %                               |
|  | Berrouaghia           | 60 152     | = 0,2 %                             |
|  | Ksar Boukhari         | 57 813     | 2,4 %                               |
|  | Chellalet El Adhaoura | 57 300     | 1,7 %                               |
|  | Beni Slimane          | 33 779     | = 0,7 %                             |
|  | Tablat                | 27 919     | - 0,1 %                             |
|  | Aïn Boucif            | 26 042     | = 0,7 %                             |

## Organisation de la wilaya

Organisation territoriale de la wilaya de Médéa

### Walis
Le poste de wali de la wilaya de Médéa a été occupé par plusieurs personnalités politiques nationales depuis sa création le 16 mai 1963 par le décret no 63-189 qui organise le territoire algérien en un nombre de quinze wilayas.
| N° | Wali                     | Début              | Fin               |
| -- | ------------------------ | ------------------ | ----------------- |
| 1  | Rachid Ali Pacha         | 2 août 1962        |                   |
| 2  |                          |                    |                   |
| 3  |                          |                    |                   |
| 4  | Abdelkrim Nouri          | 30 juillet 1965    | 5 avril 1967      |
| 5  | Ahmed Bouderba           | 5 avril 1967       | 18 août 1970      |
| 6  | Ahmed Laïdi              | 7 septembre 1970   | 17 septembre 1974 |
| 7  | El Houari Attar          | 17 septembre 1974  | 31 août 1978      |
| 8  | Abdelaziz Boulkroun      | 1er septembre 1978 | 31 juillet 1982   |
| 9  | Abderrezak Taleb Bendiab | 31 juillet 1982    | 13 mai 1984       |
| 10 | Mustapha Hidouci         | 13 mai 1984        | 20 septembre 1987 |
| 11 | Mokhtar Bentabet         | 20 septembre 1987  | 29 juillet 1990   |
| 12 | Tahar Melizi             | 29 juillet 1990    | 21 août 1991      |
| 13 | Brahim Djeffal           | 21 août 1991       | 30 juin 1994      |
| 14 | Rachid Fatmi             | 30 juin 1994       | 27 juillet 1996   |
| 15 | Mohamed Saïdani          | 27 juillet 1996    | 13 août 2000      |
| 16 | Noureddine Harfouche     | 13 août 2000       | 17 août 2004      |
| 17 | Mostéfa Kouadri Mostéfaï | 17 août 2004       | 11 août 2005      |
| 18 | Abdelkader Zoukh         | 11 août 2005       | 30 septembre 2010 |
| 19 | Brahim Merad             | 30 septembre 2010  | 22 juillet 2015   |
| 20 | Mostefa Layadi           | 22 juillet 2015    | juillet 2017      |
| 21 | Mohamed Bouchemma        | juillet 2017       | septembre 2018    |
| 22 | Abbas Badaoui            | septembre 2018     | 31 août 2020      |
| 23 | Djahid Mous              | 31 août 2020       | 5 novembre 2024   |
| 24 | Djillali Doumi           | 5 novembre 2024    | en cours          |

### Daïras de la wilaya de Médéa
La wilaya de Médéa compte 19 daïras.

### Communes de la wilaya de Médéa
La wilaya de Médéa compte 64 communes.

## Transport

### Routes

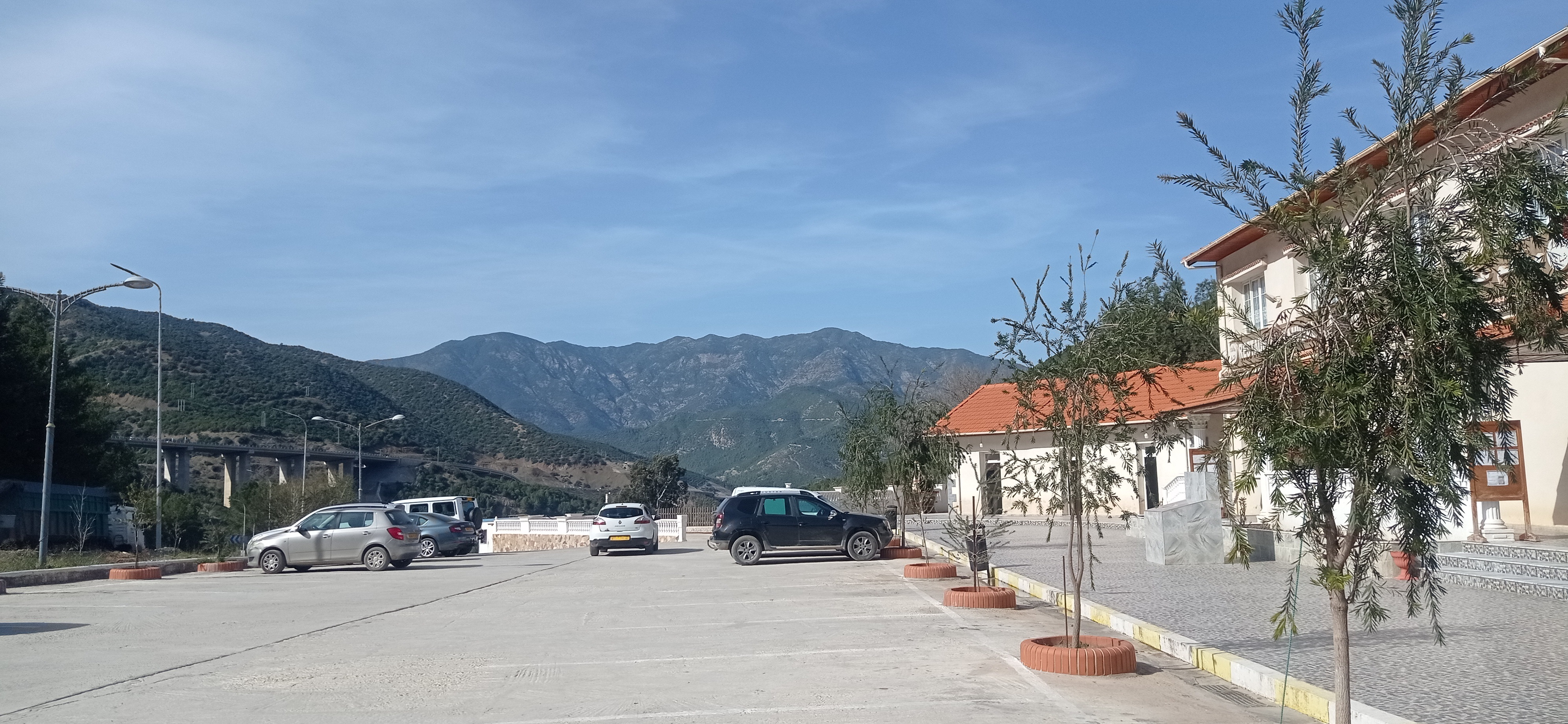
Vue sur l'ancienne route nationale N°1 au niveau de la région de Médéa.

La wilaya de Médéa est desservie par plusieurs routes nationales:
- Autoroute A1: A1 (Autoroute Nord-Sud)

- Route nationale 1: N1(Route Transsahararienne).
- Route nationale 8: N8(Route de Bou Saâda).
- Route nationale 18: N18 (Route de Berrouaghia à Khemis Miliana ).
- Route nationale 40: N40(Route de Tiaret).
- Route nationale 60: N60(Route de Chellalet El Adhaoura vers M'Sila).
- Route nationale 62: N62(Route de Hannacha).
- Route nationale 64:N64 (Route d'El Omaria).

## Ressources hydriques

### Barrages
Cette wilaya comprend les barrages suivants:
- Barrage de Béni Slimane[18].
- Barrage de Boughezoul[19].
- Barrage de Bouromi
- Barrage de Ghribe
- Barrage de koudia aserthoun.

Ces barrages font partie des 65 barrages opérationnels en Algérie alors que 30 autres sont en cours de réalisation en 2015.

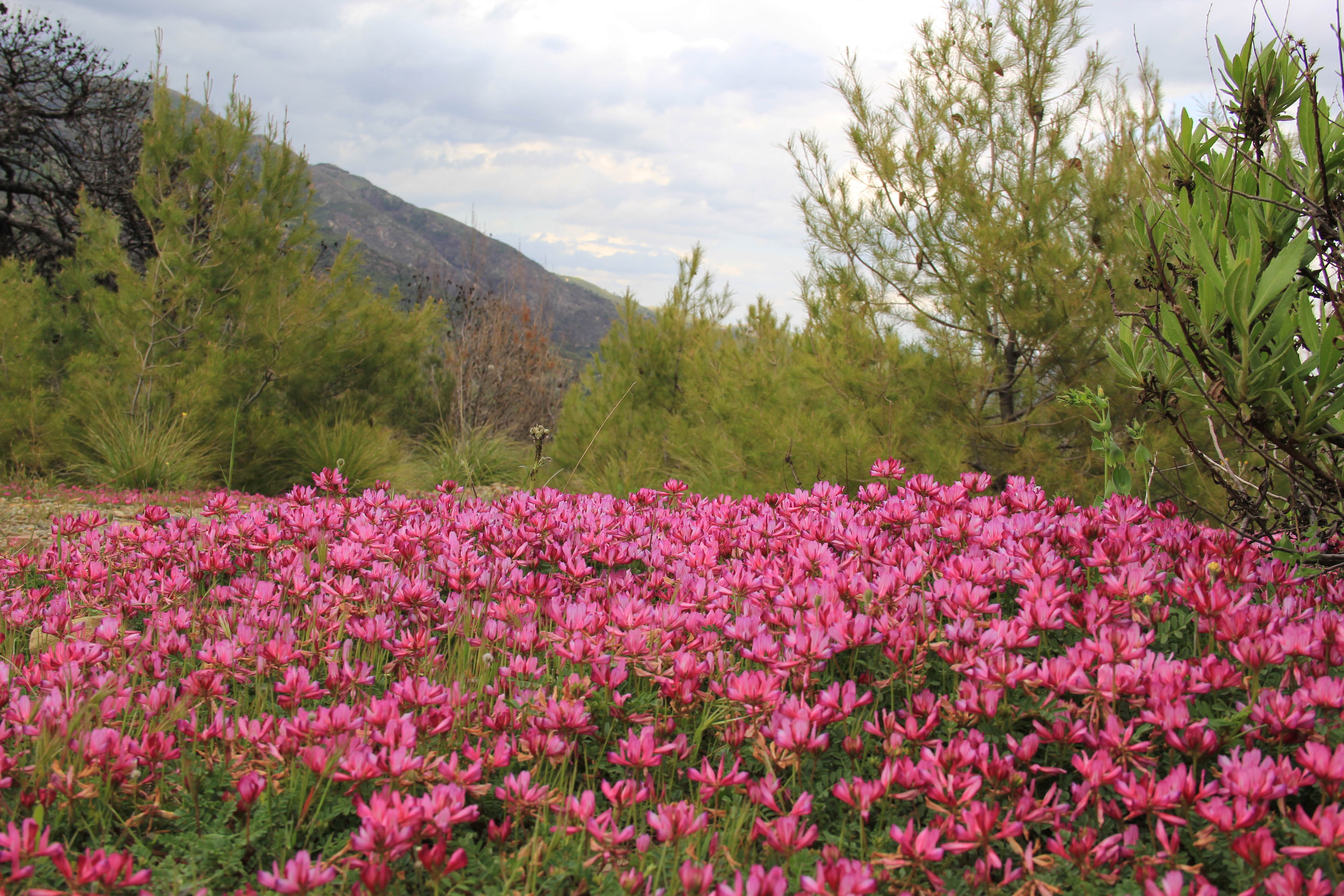
El Aissaouia, commune relevant de la Daira de Tablat, wilaya de Médéa

## Santé
- Hôpital de Médéa.
- Hôpital de Berrouaguia.
- Hôpital de Tablat.
- Hôpital de Aïn Boussif.
- Hôpital de Ksar El Boukhari.
- Hôpital de Béni Slimane.
- Hôpital de Chellalet El Adhaoura
- Hôpital de Souagui

## Patrimoine

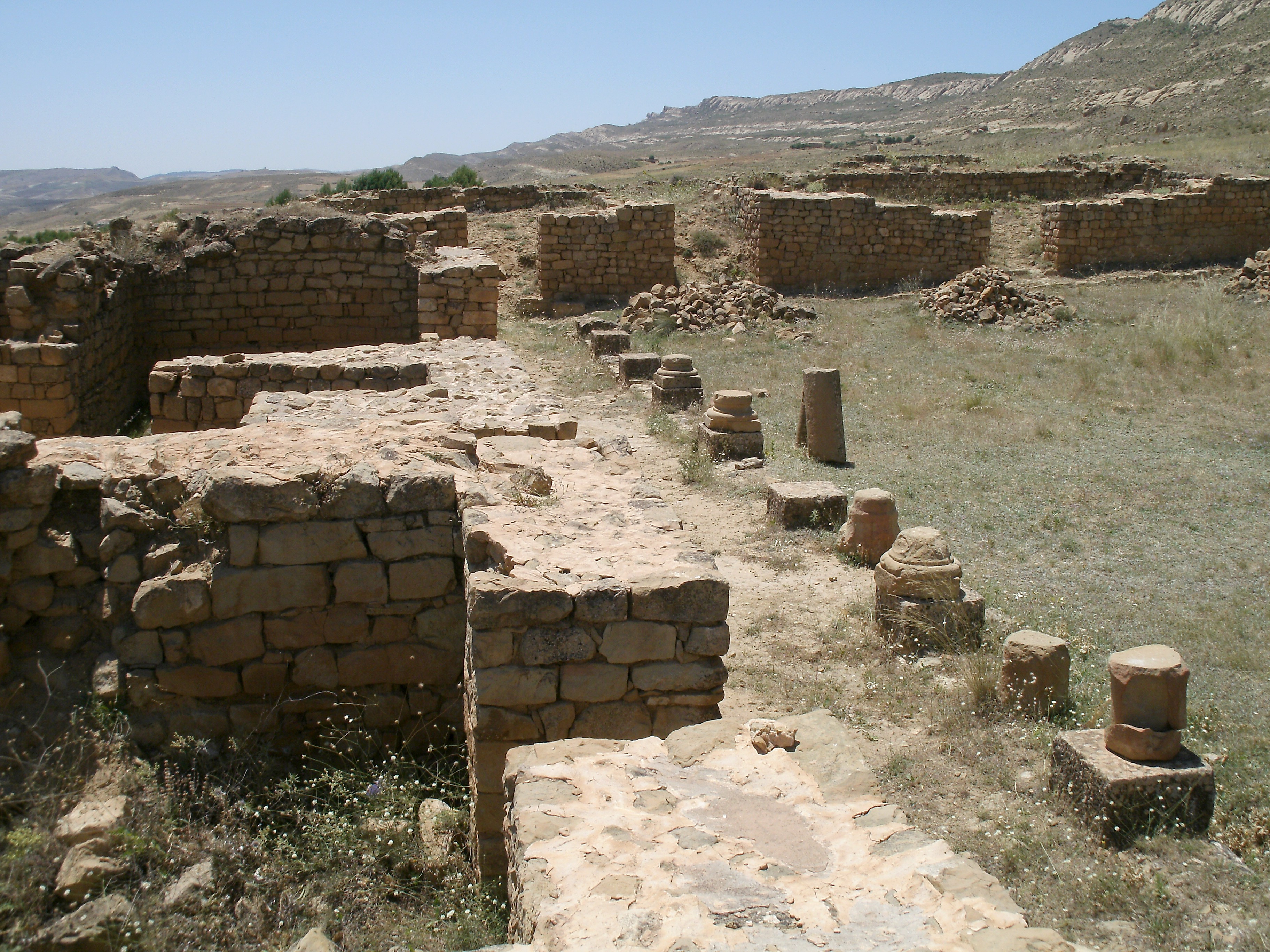
Achir

La wilaya dispose d’importantes sources thermales (Touanza, Chebika, Djerdani) et d'un patrimoine culturel diversifié, les sites les plus importants sont : le monument de Dar El Amir, la forteresse de Boghar et les ruines romaines de Rapidum.
Sept sites et monuments historiques ont été restaurés : le village antique de Rapidum (à Djouab), la cité musulmane d'Achir, capitale des Zirides, la résidence de l'émir Abdelkader à Médéa, les minarets de la mosquée Hannafite et la mosquée «rouge», bâtis au XVIIIe siècle, le mausolée de Sidi-Sahraoui, l'un des saints patrons de la ville de Médéa, ainsi que le fortin de M'sallah, un ancien poste militaire ottoman.